# Domínio vazio
Na Lógica de Primeira Ordem o domínio vazio é o conjunto vazio possuindo nenhum membro. Na lógica tradicional e clássica, domínios são restritamente não vazios, a fim de que certos teoremas sejam validados. Interpretações com um domínio vazio são considerados como um caso trivial, por convenção, desde aproximadamente 1927 com Bernays and Schönfinkel mas frequentemente atribuida a Quine em 1951. A convenção atribuiu o valor verdade a qualquer fórmula que começa com um quantificador universal enquanto qualquer fórmula começando com quantificador existencial é a atribuído o valor falso. Isso decorre da ideia de que declarações existencialmente quantificadas tem importância existencial (ou seja, que implicam a existência de algo) o mesmo não valendo para declarações universalmente quantificadas. Esta interpretação supostamente resultam de George Boole no final do século 19, porém não se tem certeza.

Na moderna Teoria dos Modelos, isto segue imediatamente para as condições de verdade para as sentenças quantificadas:
- {\displaystyle A\models \exists x\phi (x){\text{ se e somente se existe um }}a\in A{\text{ tal que }}A\models \phi [a]}
- {\displaystyle A\models \forall x\phi (x){\text{ se e somente se todo }}a\in A{\text{ tal que }}A\models \phi [a]}

Em outras palavras, um quantificador existencial da formula aberta φ é verdade em um modelo se e somente se existir algum elemento do domínio, do modelo, que satisfaça a fórmula, isto é, se e somente se este elemento possui a propriedade denotada pela fórmula aberta. Já um quantificador universal da fórmula aberta φ é verdade em um modelo se e somente se todos elementos do domínio, do modelo, satisfazerem a formula.

Note que na metalinguagem, "se tal coisa é X, também é Y" é interpretada como uma generalização universal da condição "se nada é X, então também não é Y". Além disso, são concebidas leituras habituais aos quantificadores, de modo que uma declaração existencial positiva tem importância existencial, enquanto uma universal não.

Um caso análogo diz respeito ao conjunto vazio e a disjunção vazia.  As cláusulas semânticas para, respectivamente, conjunções e disjunções são dadas por
- {\displaystyle A\models \phi _{1}\land \dots \land \phi _{n}\iff \forall \phi _{i}(1\leq i\leq n),A\models \phi _{i}}
- {\displaystyle A\models \phi _{1}\lor \dots \lor \phi _{n}\iff \exists \phi _{i}(1\leq i\leq n),A\models \phi _{i}}.

É facil ver que a conjunção vazia é trivialmente verdadeira, e a disjunção vazia é trivialmente falsa.
Os primeiros lógicos os quais possuem teoremas que são validos em todos domínios, incluindo os vazios, são Jaskowski 1934, Mostowski 1951, Hailperin 1953, Quine 1954, Leonard 1956, and Hintikka 1959.